# Protéine A
La Protéine A est une protéine de surface de 40-60 KDa initialement trouvée dans les parois des bactéries Staphylococcus aureus, elle fait partie de la famille des MSCRAMM. Elle est codée par le gène spa, et sa régulation est effectuée au niveau de la topologie de l'ADN, en fonction de l'osmolarité cellulaire, par un système à deux composants appelé ArlS-ArlR.
Cette protéine a un intérêt important en biochimie du fait de son affinité pour les immunoglobulines. Elle se fixe à la plupart des anticorps de mammifères, et particulièrement aux IgG. L'interaction se fait par la chaîne lourde des  immunoglobulines, au niveau de la queue (partie Fc). La conséquence de ce type d'interaction est que, dans le sérum, les bactéries vont fixer à leur surface les IgG dans la mauvaise orientation (par rapport à la fonction primaire des anticorps) et ainsi empêcher la phagocytose.

## Fixation des anticorps à la Protéine A
La protéine A se fixe avec une grande affinité aux IgG1 et IgG2 d'humain ou de souris. Elle se fixe par contre avec une affinité moindre aux IgM, IgA et IgE, ainsi qu'aux IgG3. 
La protéine A n'a pas d'affinité connue pour les IgG3 et IgD humain, ou les IgM, IgA et IgE de souris.

### Autre protéines fixant les anticorps
En plus de la Protéine A, d'autres protéines bactériennes fixant les immunoglobulines telles que les Protéine G, Protéine A/G ou Protéine L sont souvent utilisées pour purifier, fixer ou détecter des anticorps. Chacune de ces protéines a un profil de fixation aux anticorps différents au niveau de la nature de l'anticorps ou de la partie reconnue.

## Rôle pathologique
Comme pathogène, Staphylococcus aureus, utilise la protéine A, parmi d'autres protéines, comme facteur de virulence. La Protéine A permet l'inhibition de la phagocytose et agit pour cacher la bactérie du système immunitaire. Des mutants de S. aureus n'ayant plus de protéine A sont plus efficacement phagocytés in vitro, et présentent une virulence atténuée lors d'infections.  

## Recherche
La protéine A de Staphylococcus aureus recombinante est produit dans E. coli  pour son utilisation en immunologie et biochimie.
La protéine A est souvent couplées à d'autres molécules telles que des marqueurs fluorescents, des enzymes, la biotine, différentes billes (or, agarose, magnétique ou latex) sans affecter l'affinité pour les anticorps.
La protéine A peut également être fixée sur un support solide et être utilisée comme méthode de purification d'IgG à partir d'un extrait cellulaire complexe (comme le serum).
L'Immunoprécipitation repose souvent sur l'utilisation de protéine A fixée sur des billes